# Евбея
Евбея (на гръцки: Εύβοια, новогръцко произношение: Евия) или Негропонтe или Негропонт (на италиански: Negroponte) е вторият по площ и население гръцки остров след Крит и най-големия в Бяло море. В административно отношение островът заедно с по-малкия остров Скирос е самостоятелен ном. Главен град на острова е Халкида.

## География
Остров Евбея е разположен покрай източното крайбрежие на Гърция и се простира от северозапад на югоизток на протежение от 180 km. Ширината му варира от 6 до 48 km. Обща площ 3655 km².. Населението на острова е 217 218 жители (2001). От континенталната част на страната го отделят поредица от протоци и заливи. На север и и северозапад са протоците Трикери и Ореон, а на югозапад – заливите Вориос Евоикос, Нотио Евоикос и Петалия и тесния (минимална ширина 50 m) проток Еврипос, над който е изграден автомобилен мост (Стария еврипов мост). По на юг е изграден още един по-висок автомобилен мост (Висок еврипов мост) На всеки 6 часа течението в протока мени посоката си от юг на север и обратно. На югоизток протока Кафирей го отделя от остров Андрос. Покрай бреговете на Евбея са разположени няколко по-малки островчета: Мегалонисос, Петали, Стира, Кавалиани и др. Бреговата линия на Евбея е сравнително слабо разчленена, въпреки това по крайбрежието му има множество малки заливи (Гиалтра, Ореос, Василико, Пилио, Кими, Стура, Мармари, Каристос) и полуострови. Релефът му е преобладаващо планински, а на север и в централните части има малки крайбрежни равнини. Най-високата точка на острова е връх Дирфис (1743 m), издигащ се в централната му част. На север в планината Телетрион максималната височина е 991 m, а на юг в планината Охи – 1309 m. Широко разпространение имат карстовите форми на релефа. Климатът на острова е мек, средиземноморски. Естествената растителност е представена предимно от средиземноморски твърдолистни храсти (маквиси), а по високите му части са запазени широколистни гори. Разработват се находища на кафяви въглища, алуминий и магнезит (град Лимни). Развива се субтропично земеделие и скотовъдство. Освен административния център град Халкида други по-големи селища са Истиея, Лутра Едипсу, Лимни, Псахна, Кими, Василико, Аливери, Каристос.

## История

### В митологията
Най-ранните обитатели на острова са споменати в „Илиада“ (II, 536) като абанти, живели под властта на цар.
Островът е свързан с мита за Паламед, който бил обвинен лъжливо в измяна от Одисей и убит с камъни. Баща му Навплий решил да отмъсти за смъртта на сина си, като поставил лъжливи светлини на острова и голяма част от ахейския флот се заблудил на връщане от Троянската война и загинал.

### Древна Гърция
На острова са се намирали гръцките полиси Халкида и Еретрия, които водят Лелантинската война от ок. 710 до 650 пр.н.е. заради плодородната равнина помежду им.
Йонийци от Халкида са сред най-ранните колонизаатори на Италия и Сицилия, докато колонисти от Еретрия населяват Халкидическия полуостров през около 750–700 г. пр.н.е. Жители на Еретрия са и първите заселници на остров Корфу (Керкира), но са прогонени от коринтяните. Азбуката на Халкида, заедно с местното име на племето „Graeci“ са възприети в Италия като общо име на гърците и се разпространява и в Европа.

### Средновековие
В Средновековието тук се намира Сеньория Негропонте, съставена от три господарства. По-късно островът е завладян от османците, които основават тук санджак Егрибоз.